# Фризенхаген
Фризенхаген (нем. Friesenhagen) — община в Германии, в земле Рейнланд-Пфальц. 
Входит в состав района Альтенкирхен-Вестервальд. Подчиняется управлению Кирхен.  Население составляет 1622 человека (на 31 декабря 2010 года). Занимает площадь 51,36 км².